# Салліван (містечко, Вісконсин)
Салліван (англ. Sullivan) — місто (англ. town) в США, в окрузі Джефферсон штату Вісконсин. Населення — 651 особа (2020).

## Демографія
Згідно з переписом 2010 року, у місті мешкало 2208 осіб у 900 домогосподарствах у складі 630 родин. Було 966 помешкань
Расовий склад населення:
| - 97,8 % — білих - 0,5 % — корінних американців - 0,3 % — азіатів - 0,1 % — чорних або афроамериканців |

До двох чи більше рас належало 1,0 %. Частка іспаномовних становила 1,9 % від усіх жителів.
За віковим діапазоном населення розподілялося таким чином: 21,6 % — особи молодші 18 років, 64,0 % — особи у віці 18—64 років, 14,4 % — особи у віці 65 років та старші. Медіана віку мешканця становила 44,4 року. На 100 осіб жіночої статі у місті припадало 106,0 чоловіків;  на 100 жінок у віці від 18 років та старших — 107,1 чоловіків також старших 18 років.
Середній дохід на одне домашнє господарство  становив 76 140 доларів США (медіана — 64 050), а середній дохід на одну сім'ю — 90 577 доларів (медіана — 80 750). Медіана доходів становила 52 375 доларів для чоловіків та 42 670 доларів для жінок. За межею бідності перебувало 11,0 % осіб, у тому числі 12,4 % дітей у віці до 18 років та 17,3 % осіб у віці 65 років та старших.
Цивільне працевлаштоване населення становило 1345 осіб. Основні галузі зайнятості: виробництво — 24,4 %, освіта, охорона здоров'я та соціальна допомога — 17,7 %, роздрібна торгівля — 11,3 %, будівництво — 10,1 %.